# Mirarce
Mirarce eatoni
Genre
Espèce
Mirarce est un genre éteint d'oiseaux préhistoriques à dents qui a vécu à la fin du Crétacé supérieur en Amérique du Nord.
Un spécimen, référencé UCMP 139500, a été découvert dans la formation géologique de Kaiparowits au Monument national de Grand Staircase-Escalante, dans le comté de Garfield, en Utah, en 1992. Ce niveau stratigraphique est daté du Campanien moyen, entre environ 76 et 74 Ma (millions d'années). Le fossile a été reconnu comme appartenant à un Avisauridae dès 1993, et surnommé d'ailleurs l'« avisauridé de Kaiparowits », mais jamais vraiment décrit de façon exhaustive jusqu'en 2018. Il s'agit de l'énantiornithine la plus complet collecté à ce jour en Amérique du Nord. 
Sa description a été publiée en 2018 par Jessie Atterholt (d) et son équipe. Il est décrit sous le nom binominal de Mirarce eatoni par ces auteurs.

## Étymologie
Son nom de genre Mirarce témoigne de la qualité et de la finesse de ses restes fossiles, il provient du latin Mirus, « merveilleux », et du nom Arce, le messager ailé des Titans de la mythologie grecque.

## Description
Le spécimen est quasi complet à l'exception de la tête, ce qui est très rare au vu de la fragilité des os d'oiseaux, en effet, les fossiles d'Enantiornithes ne sont généralement connus que par des fossiles des os des pieds (souvent que par des tarsométatarses). 
C'est un oiseau de la taille d'une dinde avec des humérus de 96 centimètres de long et des fémurs de 89 centimètres. Son tarsométatarse a une longueur de 4,8 centimètres, à comparer avec les 7,4 centimètres d'Avisaurus et les 3,1 centimètres de Gettyia, les deux genres nord-américains qui lui sont proches,.
Il était bien adapté pour le vol,.

## Classification
Au sein de la famille des Avisauridae, il accompagne : Avisaurus (Brett-Surman et Paul, 1985) ; Soroavisaurus (Chiappe, 1993) ; Neuquenornis (Chiappe & Calvo, 1994) ; Intiornis (Novas, Agnolín & Scanferla, 2010) et Gettyia, ce dernier genre étant érigé pour remplacer Avisaurus gloriae (le genre Avisaurus étant considéré comme paraphylétique par J. Atterholt et ses collègues en 2018).

### Cladogramme
L'analyse phylogénétique réalisée par les inventeurs du genre le place en groupe frère de Gettyia gloriae (ex-Avisaurus gloriae), et proche d'Avisaurus archibaldi comme le montre leur cladogramme ci-dessous ; il souligne également la dichotomie entre les genres sud-américains en haut, et les nord-américains en bas :
|  | Soroavisaurus                                              |
|  |                                                            |
|  | \| \| Neuquenornis \| \| \| \| \| \| Intiornis \| \| \| \| |
|  |                                                            |
|  | Neuquenornis                                               |
|  |                                                            |
|  | Intiornis                                                  |
|  |                                                            |

|  | Neuquenornis |
|  |              |
|  | Intiornis    |
|  |              |

|  | Avisaurus                                           |
|  |                                                     |
|  | \| \| Mirarce \| \| \| \| \| \| Gettyia \| \| \| \| |
|  |                                                     |
|  | Mirarce                                             |
|  |                                                     |
|  | Gettyia                                             |
|  |                                                     |

|  | Mirarce |
|  |         |
|  | Gettyia |
|  |         |

|  | Soroavisaurus                                              |
|  |                                                            |
|  | \| \| Neuquenornis \| \| \| \| \| \| Intiornis \| \| \| \| |
|  |                                                            |
|  | Neuquenornis                                               |
|  |                                                            |
|  | Intiornis                                                  |
|  |                                                            |

|  | Neuquenornis |
|  |              |
|  | Intiornis    |
|  |              |

|  | Avisaurus                                           |
|  |                                                     |
|  | \| \| Mirarce \| \| \| \| \| \| Gettyia \| \| \| \| |
|  |                                                     |
|  | Mirarce                                             |
|  |                                                     |
|  | Gettyia                                             |
|  |                                                     |

|  | Mirarce |
|  |         |
|  | Gettyia |
|  |         |

## Publication originale
- (en) Jessie Atterholt, J. Howard Hutchison et Jingmai Kathleen O'Connor, « The most complete enantiornithine from North America and a phylogenetic analysis of the Avisauridae », PeerJ, PeerJ Publishing (d), vol. 6,‎ 2018, e5910 (ISSN 2167-8359, OCLC 793828439, PMID 30479894, PMCID 6238772, DOI 10.7717/PEERJ.5910, lire en ligne).